# هامسا اوپانیشاد
هامسا اوپانیشاد (سانسکریت: हंसोपनिषद्) یک متن سانسکریت و اوپانیشاد در هندوئیسم است. و به عنوان یکی از بیست اوپانیشاد یوگا طبقه‌بندی شده‌است و به شوکلا یاجورودا متصل است. متن یا بخش‌هایی از متن منشأ نسبتاً متأخری است، احتمالاً مربوط به هزاره دوم عصر رایج، اما پیش از اوایل قرن هفدهم نوشته شده‌است، زیرا دارا شکوه آن را در ترجمه فارسی اوپانیشادها به‌عنوان Oupanekhat آورده است و املای آن را به‌عنوان Hensnad (Hamsa-nada). 
هامسا اوپانیشاد به‌عنوان یک آمیزهٔ سازمان‌یافته از ایده‌ها، در قالب گفتمانی بین حکیم هندو گوتاما و Sanatkumara الهی، در مورد شناخت هامسا -ویدیا به عنوان پیش‌درآمدی برای Brahmavidya، مطرح شده‌است.  صدای اوم، ارتباط آن با همسا را توصیف می‌کند، و چگونه مراقبه در این مورد، فرد را برای سفر به سوی تحقق Paramahamsa آماده می‌کند. 
نسخه‌های متعددی از همسا اوپانیشاد وجود دارد که نسخه‌های کلکته و پونا بیشتر مورد مطالعه قرار گرفته‌اند.  طرح و برخی از آیات متفاوت است، اما پیام مشابه است. این متن توسط راما به هانومان در گلچین دوره مدرن اوپانیشاد مطرح شده‌است.  به آن Hamsopanishad نیز می‌گویند.

## اشتقاق لغات
به گفته پل دوسن، هامسا در سنت هندی می‌تواند به قو یا فلامینگو" مهاجر اشاره کند و نماد "روح مهاجر" یا روح در حال تناسخ است. 

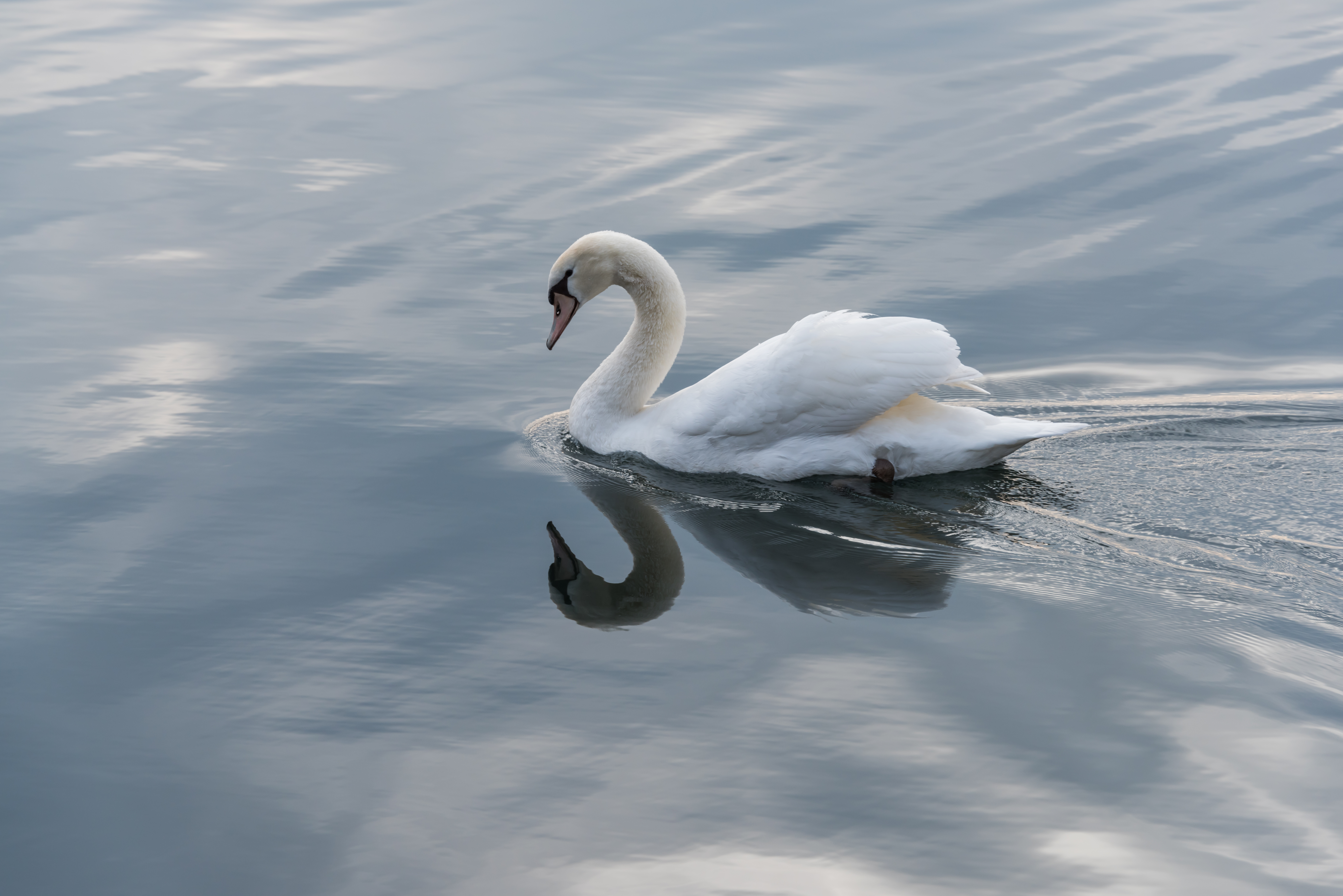
هامسا به پرنده مهاجری مانند "قو، غاز، فلامینگو" اشاره دارد که نماد اوم و نماد آتمان است.

برخی از متون سانسکریت بین هامسا و Kadamb تمایز قائل می‌شوند که اولی قو و دومی غاز سر میله است. صرف نظر از اینکه غاز باشد یا قو، کلمه در عنوان نماد چیزی است که مهاجرت می‌کند، متعالی است.
Sanatkumara بیان می‌کند که این دانش برای آن دسته از دانش‌آموزان یوگا است که خوددار هستند، ولع لذت‌های دنیوی را رها کرده‌اند. 
ژان وارن می‌گوید که هامسا نماد آتمان (روح) است.

### چاکراها

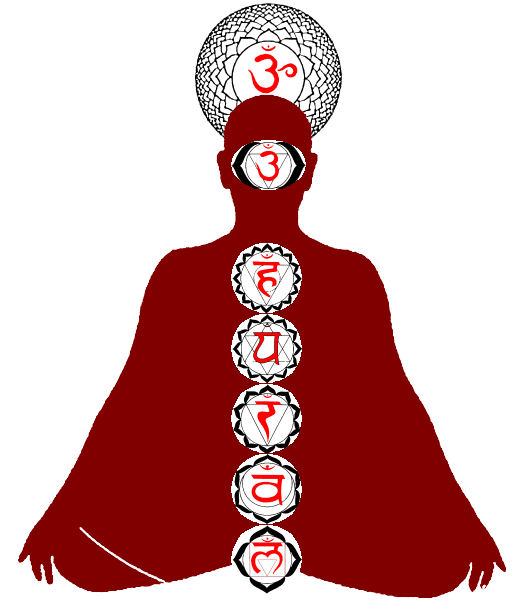
یوگین با شش چاکرا

فرایند تانترا برای انرژی بخشیدن به چاکراها توصیف شده‌است  

### همسا همان نیلوفر در دل است
فصل ۶ اوپانیشاد بیان می‌کند که هامسا باید در هشت گلبرگ (گل نیلوفر آبی) در قلب، مراقبه شود.
این هامسا همان Paramahamsa (بالاترین روح) است که جهان را فرا گرفته و مانند ده میلیون خورشید می‌درخشد. 

### همسا اراده است
اوپانیشاد بیان می‌کند که وقتی هامسا درون در طنین اوم ادغام می‌شود، نه به خاطر Manas (ذهن)، بلکه به دلیل اراده هامسا (روح) به حالت توریا می‌رسد. 

### همسا موسیقی است
همسا شنیدن «ندای درونی» است   «نادای درونی» 

### مقصد همسا
زمانی که یوگی متوجه برهمن می‌شود، Atman و برهمن او یکی می‌شوند،  دوگانگی از بین می‌رود. سپس می‌درخشد، تردیدهایش از بین می‌رود، امیالش ناپدید می‌شوند، آرامش، روشنایی، سعادت به او تبدیل می‌شود. 

### کتابشناسی - فهرست کتب
- Aiyar, Narayanasvami (1914). "Thirty minor Upanishads". Archive Organization. Retrieved 23 December 2015.
- Hattangadi, Sunder (1999). "हंसोपनिषत् (Hamsa Upanishad)" (به سانسکریت). Retrieved 8 January 2016.